# Lea Coco
Lea Coco (ur. 8 kwietnia 1977 w Luizjanie) – amerykański aktor filmowy, telewizyjny i teatralny.

## Życiorys

### Wczesne lata
Urodził się w Luizjanie. Wychowywał się w Jackson w stanie Missisipi, gdzie osiedlił się wraz z rodziną. W szkole średniej był uzdolnionym sportowcem; miał aspiracje olimpijskie. Przez dwa lata był studentem University of Alabama. W 2001 ukończył Carnegie Mellon University, prywatny uniwersytet badawczy w Pittsburghu.

### Kariera
Zadebiutował w roli Lazara Zinovieva w filmie krótkometrażowym Out of Courage 2: Out for Vengeance (1999) u boku Joego Manganiella i Mary Kate Schellhardt. W 2004 zaangażowano go do jednej z głównych ról w komediodramacie o tematyce LGBT Dorian Blues i wystąpił w serialu Skazany na śmierć (Prison Break) jako C.O. Coco.
Wystąpił w horrorze Sceptyk (The Skeptic, 2009) w roli zastępcy szeryfa, dramacie Clinta Eastwooda J. Edgar (2011) jako agent FBI oraz krótkometrażowym filmie kryminalnym A Scene from a Street in LA (2012) jako handlarz narkotyków.
Za główną rolę w 21-minutowej komedii The King of URLs (2012) był nominowany do nagrody widzów podczas 2014 Chicago International REEL Shorts Festival. Po udziale w serialu internetowym Millennial Parents (2014), zagrał postać Clinta Collinsa, agresywnego męża głównej bohaterki granej przez Shannyn Sossamon w horrorze Sinister 2 (2015).
W 2011 premierę miał wojenny film In the Black, oparty na scenariuszu jego autorstwa.
Związał się z SAG-AFTRA, związkiem zawodowym aktorów głosowych.
Grywał w teatrach w najbardziej prestiżowych teatrach w Chicago. W 2001 wystąpił jako oficer wenecki w produkcji Off-Broadwayowskiej Otello.

## Filmy fabularne/krótkometrażowe
- 1999: Out of Courage 2: Out for Vengeance jako Lazar Zinoviev
- 2004: Dorian Blues jako Nicky Lagatos
- 2006: The Beach Party at the Threshold of Hell jako Vincent "Jackle" Remington
- 2009: Sceptyk (The Skeptic) jako zastępca szeryfa Lura
- 2011: J. Edgar jako agent Sisk
- 2012: A Scene from a Street in LA jako Oliver
- 2012: Legitimate jako ochroniarz
- 2012: The King of URLs jako Alexander GiMetti
- 2013: Saving Lincoln jako Ward Hill Lincoln
- 2013: What's Up with Your Friend? jako Lea
- 2014: Homeward jako Raymond
- 2014: Burgundian jako Jamie
- 2015: Sinister 2 jako Clint Collins
- 2015: Sympathy, Said the Shark jako Justin
- 2015: How to Survive a Breakup jako gorący mężczyzna
- 2016: Wolf Mother jako ojciec Zeldy

## Seriale tv /internetowe
- 2005−2006: Skazany na śmierć (Prison Break) jako C.O. Coco/C.O. #2
- 2010: Podkomisarz Brenda Johnson (The Closer) jako Greg Lapham
- 2011: Servitude jako Neal
- 2012: Gliniarze z Southland (Southland) jako Richard
- 2012: Lista klientów (The Client List) jako Hank
- 2012: Zbrodnie Palm Glade (The Glades) jako Phil Levine
- 2013: Go On jako Thomas
- 2013: CSI: Kryminalne zagadki Las Vegas[11] jako Randall Wicks
- 2014: Millennial Parents jako Kurt
- 2015: Zabójcze umysły (Criminal Minds) jako Sam Burnett

## Scenarzysta
- 2011: In the Black